# Nacht

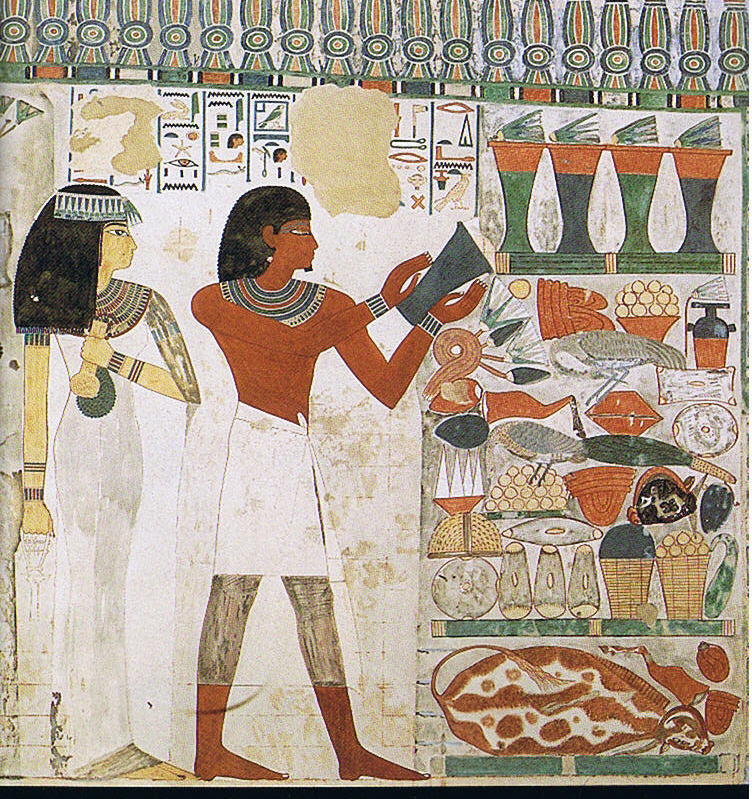
Nacht a jeho manželka Taui

Nacht byl staroegyptský úředník. Byl písařem a astronomem Amona, pravděpodobně za vlády Thutmose IV. v 18. dynastii. Je pohřben v Thebské nekropoli v hrobce TT52. Jeho manželka se jmenovala Taui.